# الهی (فیلم)
الهی (به هندی: Paramaatma) یا خدایی فیلمی محصول سال ۱۹۹۳ و به کارگردانی باپو است. در این فیلم بازیگرانی همچون میتون چاکرابورتی، جوهی چاولا، آنجانا ممتاز، آمریش پوری، ریما لاگو، سوشمیتا موکرجی و شامی ایفای نقش کرده‌اند.